# سن تکلیف

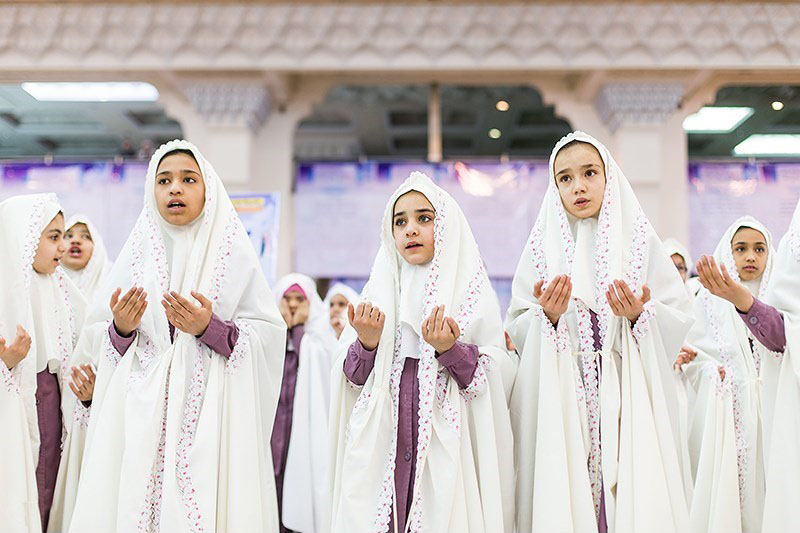
جشن تکلیف دختران دانش‌آموز تهرانی در مصلای تهران

سن تکلیف یا سن بلوغ شرعی در نظر مشهور فقهی شیعه، نُه سال قمری معادل ۸ سال و ۸ ماه و ۲۲ روز شمسی برای دختر و پانزده سال قمری معادل ۱۴ سال و ۶ ماه و ۱۷ روز شمسی برای پسر است.
با این حال، در فتاوای اقلیتی از مراجع تقلید همانند محمدهادی معرفت و محمدابراهیم جناتی، بروز عادت ماهانه در دختران و احتلام در پسران، ملاک تعیین بلوغ شرعی و سن تکلیف قرار داده شده است. همچنین فقهایی مانند محمداسحاق فیاض و یوسف صانعی سیزده سال قمری را سن تکلیف دختران دانسته‌اند.
البته در نظر مشهور فقهی شیعه نیز چنانچه پیش از سن تعیینی، موی درشت بالای عورت بروید یا برون‌ریزش مَنی رخ دهد که در فقه برای دختر هم متصور است، زودتر تکلیف آغاز خواهد شد.
در اسلام، دختران و پسران مسلمان شرعاً بالغ، مکلّف نامیده می‌شوند و می‌بایست واجبات دین اسلام را انجام داده و از محرمات دوری بجویند. در مدارس ایران مراسم گوناگونی برای این روز برگزار می‌گردد که از مهم‌ترین آن‌ها می‌توان به اجرای روز بزرگ اشاره نمود که هر ساله برای دانش آموزان پایه سوم دبستان برگزار می‌شود. کسانی که به سن تکلیف رسیده‌اند، موظف هستند که نسبت به فراگیری احکام دینی نیز اقدام نمایند. دین اسلام، انجام تکلیف را دربارهٔ دختران و پسرانی که به جز سن، سایر شرایط تکلیف را احراز نکنند، واجب نمی‌داند. چهار شرط اصلی که لازمه مکلف دانستن فرد است، عبارتند از: بلوغ شرعی، خرد، آگاهی به تکلیف، توانایی بدنی.